# Portal.fo
Portal.fo er Færøernes mest besøgte websted og internetavis. Før sommeren 2013 var det Sosialurin der tog sig af indholdet, mens det statslige Føroya Tele ejede webstedet. Sommeren 2013 købte IT firmaet Knassar webstedet og de har deres egen redaktion.
På portal.fo findes alle vigtige nyheder fra verden, men især Færøerne, musiknyheder, og sportnyheder. Men her finder man meget mere, f.eks. vejrudsigter, webcams, en radiolivestream ved Útvarp Føroya, en telefonbog, en fortegnelse af alle mulige færøske websteder efter kategorier, og en fortegnelse af færøske email-adresser.

## Ekstern henvisning
- Portal.fo (på færøsk)